# Wspaniałe polskie przeboje
Wspaniałe polskie przeboje – album Stachursky’ego, wydany w 2008 roku przez wydawnictwo muzyczne Universal Music Polska. Na płycie znajdują się liczne covery znanych polskich piosenkarzy i zespołów, w nowych aranżacjach.
Album uzyskał status platynowej płyty. Reedycja została wydana w sierpniu 2008 roku.

## Lista utworów
Spis obejmuje piosenki znajdujące się zarówno na pierwotnym albumie, jak i na reedycji.
1. „Jedwab” (Róże Europy)
2. „Requiem dla samego siebie” (2 plus 1)
3. „Hotel Twoich snów” (Kombi)
4. „Na falochronie” (Emigranci)
5. „Bez satysfakcji” (Lady Pank)
6. „Za każdy dzień, za każdy szept” (Jacek Skubikowski)
7. „Nie wierz nigdy kobiecie” (Budka Suflera)
8. „Whisky” (Dżem)
9. „Obudź się” (Oddział Zamknięty)
10. „Kocham Cię” (Chłopcy z Placu Broni)
11. „Zacznij od Bacha” (Zbigniew Wodecki)
12. „Jedwab” (Mad Singers Rmx)
13. „Jedwab” (Code Red Audio)
14. „Jedwab” (Teledysk)
15. „Za każdy dzień, za każdy szept” (Code Red Rmx)
16. „Za każdy dzień, za każdy szept” (Teledysk)